# Versus X
Versus X was een Duitse band die zich bewoog in de stroming progressieve rock.

## Geschiedenis
De basis voor de band was de newwaveband Vague Venture (1984), waar Arne Schäfer in speelde. Schäfer probeerde de band meer in de richting van de progressieve rock te duwen, hetgeen resulteerde in de opheffing van die band in 1989. Langzamerhand verzamelde Schäfer en zijn toenmalige slagwerker Stefan Maywald een band om zich heen die meer uiting gaf aan hun muzikale smaak. Ekkehard Nahm en Stefan Dilley (basgitaar) kwamen de band aanvullen. In 1998 verlieten Maywald en Dilley de band om te worden vervangen door respectievelijk Uwe Völlmar en Mike Guttera, die de band alweer snel verliet. Jörg Fischer (of Fisher) kwam erbij, maar die vertrok in 2003 weer en werd opgevolgd door Thomas Keller.
De muziek van Versus X, genoemd naar een term uit de chemie, is vrij technische symfonische rock. De muziek lijkt soms op die van Emerson, Lake & Palmer vanwege het gebruik van het hammondorgel, maar ook de vroege King Crimson en Van der Graaf Generator. De zang van Schäfer heeft ongeveer hetzelfde accent als Frank Bornemanns stem in Eloy. De composities hebben meestal een relatief lange tijdsduur, 15 tot 20 minuten.
Vanaf 2007 bestond de band uit:
- Arne Schäfer – gitaar, zang
- Ekkehard Nahm – toetsen
- Thomas Keller – basgitaar
- Thomas Reiner – slagwerk

Na 2011 werd het stil rondom Versus X. De band raakte haar repetitieruimte kwijt en ook de drummer vertrok. Er werd wel gewerkt aan een nieuw album dat in 2018 had moeten verschijnen, maar waar nimmer iets over gehoord is. De muziek zou daarbij complexer zijn geworden en moeilijk uitvoerbaar. Ook in 2020 zag het ernaar uit dat nieuw materiaal zou volgen, maar dat is in 2024 nog niet het geval.
Naast deze band bestaat de band Flexable, min of meer op semipermanente basis. De band opereerde ook wel onder de naam Transhumant. Thomas Keller en Jörg Fischer maakten deel uit van die band, die geen platencontract heeft.
Schäfer voert sinds 1995 ook de artiestennaam Apogee.

## Discografie

### Versus X
- 1994: Versus X (een album dat uitverkocht is)
- 1997: Disturbance
- 1998: Live at Club Voltaire
- 2000: The Turbulent Zone
- 2003: Live at the Spirit (optreden in Verviers)
- 2008: Primordial Ocean

### Flexable
- 2002: Reflexable